# 第1アメ横ビル
第1アメ横ビル（だいいちアメよこビル）は、愛知県名古屋市中区大須3-30-86にある商業ビル。日本有数の電気街として知られる大須を象徴するビルである。

## 歴史

### 前史
1934年（昭和9年）6月1日、名古屋市中区裏門前町（大須）の新天地通（後に第1アメ横ビルが建つ場所）に映画館の名古屋劇場が開館した。太平洋戦争中の空襲で焼失したが、1947年（昭和22年）7月17日に松竹封切館として営業を再開した。
1970年代初頭、新天地通の東側には南から万松寺日活、名古屋劇場、大須大映、日活シネマの4館の映画館があった。1972年（昭和47年）6月18日、名古屋劇場は火災で焼失した。名古屋劇場の経営者は高瀬泰昌が社長を務める高瀬興業である。その後、跡地は貸し駐車場となっていた。

### アメ横ビルの開業

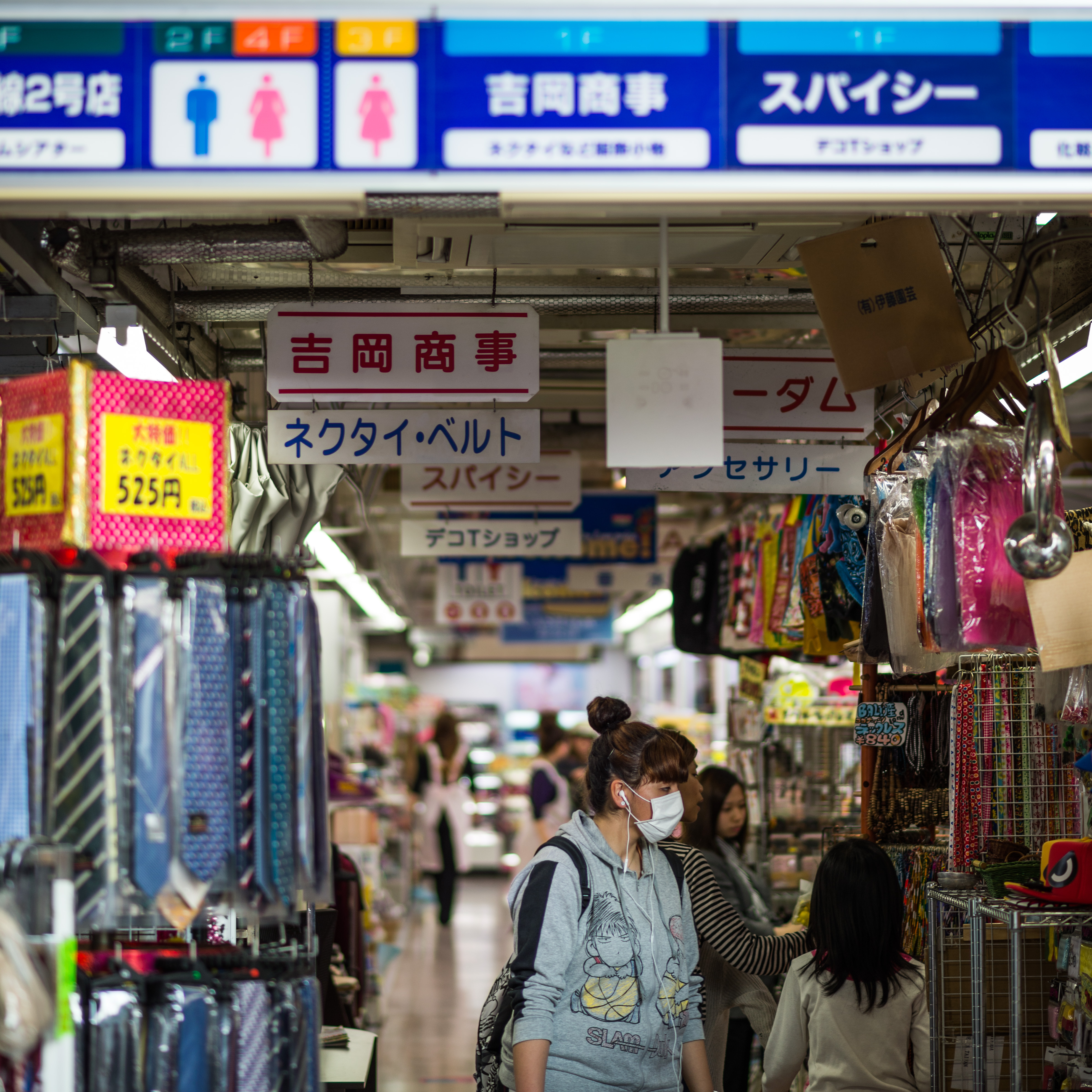
建物内

1970年代の大須は閑散としたシャッター商店街となっていた。なお、1977年（昭和52年）3月18日には名古屋市営地下鉄鶴舞線が開通し、新天地通の最寄駅である上前津駅は名城線と鶴舞線の乗換駅となっている。パソコン熱が高まりを見せていた時期であり、高瀬泰昌は映画館経営に見切りをつけて商業ビルの建設に着手した。
衰退傾向にあった大須の活性化の目玉として、同年6月19日には「ラジオセンター・アメ横共同ビル」（後の第1アメ横ビル）が開業した。ビルは5階建。10時の開店時には新天地通が2000人の若者で埋まり、店内は身動きができないほどの混雑ぶりだった。中警察署の推定によると、開店日だけで約1万5000人を集客した。東京の秋葉原ラジオセンターにある約1200店舗のうち50店舗が、さらにアメヤ横丁（アメ横）にある約1300店舗のうち20店舗がアメ横ビルに進出した。1階は組立部品の専門店が中心であり、2階は家電機器やオーディオ機器などが中心である。
アメ横ビルの集客力は非常に高く、大須は数年で多数のパソコンショップが並ぶ町となった。こうして名古屋の大須は東京の秋葉原、大阪の日本橋と並ぶ日本有数の電気街としての地位を確立させた。

### 開業後の動向
1984年（昭和59年）11月3日、アメ横ビル（その後第1アメ横ビルに改称）とは別地点に14階建の第2アメ横ビルが開業した。第2アメ横ビルは第1アメ横ビルの姉妹店であり、開業時にはコンピュータ機器などの28店舗が入居した。
なお、1983年（昭和58年）には赤門興業が商号を第2アメ横ビル会社に変更しており、1987年（昭和62年）には第2アメ横ビル会社が商号をアメ横ビル会社に変更している。1988年（昭和63年）4月には東京のアメ横商店街連合会によって、アメ横という商号の使用停止と損害賠償を求める訴訟が起こされたが、1990年（平成2年）3月16日には名古屋地方裁判所で原告の請求を退ける判決がなされている。
その後、第2アメ横ビルは衣料品と医療を主体とするビルに変化している。2002年（平成14年）11月23日、同じ新天地通に万松寺ビルが開業した。新型コロナウイルス感染症が世界的に流行した2020年（令和2年）には、4月18日から5月6日まで休業を余儀なくされた。

## 利用案内
営業時間
- 10時から20時

交通アクセス
- 名古屋市営地下鉄名城線・鶴舞線上前津駅から徒歩8分